# Majela (Trope)
| ֽ | Sof pasuq       |  | ֑   | Etnachta            |
| ֶ | Segol (Trope)   |  | ֓ ׀ | Schalschelet gedola |
| ֔ | Zaqef qaton     |  | ֕   | Zakef gadol         |
| ֗ | Rewia           |  | ֖   | Tipcha              |
| ֮ | Zarqa (Trope)   |  | ֙   | Paschta             |
| ֚ | Jetiw           |  | ֛   | Tewir               |
| ֜ | Geresch (Trope) |  |    | Gerschajim (Trope)  |
| ֡ | Pazer           |  | ֟   | Qarne para          |
| ֠ | Telischa gedola |  | ֣ ׀ | Munach Legarmeh     |

| ֣ | Munach           |  | ֤ | Mahpach         |
| ֥ | Mercha           |  | ֦ | Mercha kefula   |
| ֧ | Darga (Trope)    |  | ֨ | Qadma           |
| ֩ | Telischa qetanna |  | ֪ | Jerach ben jomo |
| ֖ | Majela (Trope)   |  |  |                 |

Majela (hebräisch מָאיְלָ֖א) ◌֖ oder Meʾajela (מְאַיְּלָא) auch Dekhuya (דְחוּיָּה) oder Netuyah (נְטוּיָ֖ה) ist eine Trope in der jüdischen Liturgie und zählt zu den biblischen Betonungszeichen Teamim (hebräisch טַעֲמֵי הַמִּקְרָא), die im Tanach erscheinen. Majela ist ein zweiter Akzent, der sich neben dem ersten Akzent von Silluq oder Etnachta auf dem gleichen Wort befindet.

## Begriffe
| Trope                                                                          |
| ------------------------------------------------------------------------------ |
| von altgriechisch τρόπος tropos über jiddisch טראָפּ trop dt.: Betonung, Melodie |

Sowohl מְאַיְּלָא, als auch מָאיְלָ֖א wird in Gesenius’ Grammatik genannt und entsprechend mit Me'ajjelā, bzw. mit Mâjelā transliteriert. Von Tipcha wird diese Trope dadurch unterschieden, dass sie mit einem „Kaiser“ im selben Wort, oder derselben Maqqef-Verbindung stehen.

## Symbol
Das Symbol von Majela (engl.: mayela) ist mit dem Symbol von Tipcha identisch.

## Grammatik
| Beispiel       | Beispiel | Sof pasuq - Silluq - Majela                  |
| -------------- | -------- | -------------------------------------------- |
|                |          | ◌֖◌ֽ׃                                          |
| Levitikus 21,4 | BHS Elb  | לְהֵ֖חַלֹּֽו׃ sich zu entweihen.                    |
| Numeri 15,21   | BHS Slt  | לְדֹרֹ֖תֵיכֶֽם׃ in euren [künftigen] Geschlechtern. |
| Beispiel       | Beispiel | Etnachta - Majela                            |
|                |          | ◌֖◌֑                                           |
| Genesis 8,18   | BHS      | וַיֵּ֖צֵא־נֹ֑חַ Und hinaus ging Noah                 |
| Numeri 28,26   | BHS      | בְּשָׁבֻעֹ֖תֵיכֶ֑ם wenn ihr opfert                     |

Majela markiert einen Gegenton. Die Hauptbetonung im Wort (oder der Maqqef-Verbindung) liegt dabei auf der Silbe, die durch Silluq, bzw. Etnachta markiert ist.  Majela ersetzt somit ein Meteg und geht dabei immer dem Hauptakzent voran.